# Дилавер, Эмир
Эмир Дилавер (нем. Emir Dilaver; 7 мая 1991, Томиславград) — австрийский футболист, защитник клуба «Риека».

## Клубная карьера
Родился 7 мая 1991 года в югославском городе Томиславград (ныне Босния и Герцеговина). Начал заниматься футболом в Австрии в клубе Ред Стар Пензинг, а с 2001 года находился в академии столичной «Аустрии». В 2009 году для получения игровой практики был отдан в аренду в нижележащий клуб «Винерберг», где и дебютировал во взрослом футболе, приняв участие в 11 матчах чемпионата, после чего играл за резервный клуб «Аустрии».
Дебютировал в Бундеслиге, высшей австрийской лиге, 19 февраля 2011 в игре против «Винер-Нойштадт», когда на 83-й минуте вышел вместо Юлиана Баумгартлингера. В общей сложности за родную команду провел 85 матчей во всех турнирах, в которых забил 2 гола и стал чемпионом Австрии в сезоне 2012/13.
В 2014 году заключил контракт с клубом «Ференцварош», в составе которого провел следующие три года своей карьеры игрока. Играя в составе «Ференцвароша» также в большинстве своем выходил на поле в основном составе команды и за это время три раза выиграл национальный Кубок, дважды Суперкубок и по одному разу чемпионат Венгрии и Кубок лиги.
В течение сезона 2017/18 годов защищал цвета польского «Леха», после чего перешел в загребское «Динамо», с которым в первом же сезоне выиграл чемпионат и Суперкубок Хорватии. По состоянию на 23 октября 2019 отыграл за «динамовцев» 24 матча в национальном чемпионате.

## Карьера в сборной
В 2009 году дебютировал в составе юношеской сборной Австрии (U-18). В составе команды до 19 лет Эмир уехал на юношеский чемпионат Европы 2010 во Франции, где сыграл во всех трех матчах, но команда заняла 3 место в группе и не вышла в плей-офф. В общей сложности на юношеском уровне принял участие в 10 играх, отличившись одним забитым голом.
В течение 2010—2012 годов привлекался в состав молодежной сборной Австрии. На молодёжном уровне сыграл в 15-ти официальных матчах.
В 2014 году Дилавер заявил, что решил выступать за Боснию и Герцеговину на взрослом уровне.